# Escut de Perafita
L'escut oficial de Perafita té el següent blasonament:
Escut caironat: de gules, una fita d'argent ressaltant sobre dues claus passades en sautor, la d'or en banda i per damunt de la d'argent en barra. Per timbre, una corona de poble.

## Història
Va ser aprovat el 22 de febrer de 2018 i publicat en el DOGC el 28 de febrer del mateix any amb el número 7884.
Fins aquesta data el municipi no tenia escut normalitzat i oficialitzat per la Generalitat de Catalunya.